# Troiandove, Odesa
Troiandove (în ucraineană Трояндове; până în 2016, Kirove, în ucraineană Кірове) este un sat în comuna Dobroslav din raionul Odesa, regiunea Odesa, Ucraina.